# Aporostylis
Aporostylis là một chi thực vật có hoa trong họ, Orchidaceae.